# Осередок української культури і освіти
Осередок української культури і освіти (англ. Ukrainian Cultural and Educational Centre, Oseredok) — український громадський культурно-освітній центр, у складі якого функціонує один із найбільших архівів україніки в Канаді. Створений у квітні 1944 у Вінніпезі, столиці провінції Манітоба, з метою консолідації активних сил задля розвитку української культури й освіти в Канаді, репрезентації українських культурних надбань у культурі Канади, досягнення конструктивної співпраці українців з представниками інших етнічних груп Канади й Америки.
До найважливіших завдань осередку первісно належали організація вищих освітніх курсів для вчителів рідних шкіл та ін. фахових курсів, створення української книгозбірні, музею та архіву, започаткування науково-популярної серії «Культура й освіта», поширення у світі інформації про українську культуру та українців, сприяння здібній молоді в здобутті освіти. Безпосередній реалізації цих завдань в осередку, що діяв під патронатом Українського національного об'єднання у Вінніпезі та Канаді, прислужилися Т.Кошиць, д-р П.Маценко, Павличенко, сенатор д-р П.Юзик та ін. прихильники української ідеї. Першим президентом головної дирекції осередку був інж. В.Коссар. Від 2006 дирекцію очолює доктор О.Герус.

## Архів осередку
Колекції відомих українців (В.Авраменка, І.Боберського, Д.Гуменної, С.Дзюби, О.Кошиця, Т.Кошиць, П.Маценка, М.Мандрики, Є.Онацького, Б.Панчука, Є.Храпливого, М.Марунчака та ін.), українських установ і організацій (Світової федерації українських політичних в'язнів, Центрального українського допомогового бюро в Лондоні (Велика Британія) та ін.), що зберігаються в архіві осередку, містять цінну інформацію з історії Української революції 1917—1921, української дипломатії, міжвоєнної та повоєнної еміграції, культурного і громадського життя українців у Канаді.
Першим надходженням до архіву осередку була досить різноманітна за складом збірка відомого українського громадсько-політичного діяча І.Боберського (1873—1947). Колекція Є.Коновальця, передана до осередку його дружиною Ольгою Федак-Коновалець, містить різноманітні матеріали (документи і речі музейного характеру): посвідку для вступу на сесію Ліги Націй (1932), концепцію організації «Молода Галичина», заяву Західноукраїнської територіальної групи в справі виходу галичан і буковинців із Всеукраїнської національної ради (1929—30), комплекти примірників часопису «Сурма» (1927—32), «Літопису „Червоної Калини“» (1935—39), книги з бібліотеки Є.Коновальця. Документи про діяльність Надзвичайної дипломатичної місії УНР в Італії: накази, телеграми, фінансові документи, випуски бюлетеня пресового бюро місії (1920); статті на політичні теми, вирізки з газет про Україну збереглися у фонді Є.Онацького. Тут відклалися також машинопис 2-х його спогадів: «Сторінки з Римського щоденника» (грудень 1920—1935; 1936—43), «Енциклопедія символів, вірувань і обрядів українського народу» (2 томи). Відомості про режисера і оператора, лауреата премії «Оскар» за найкращий фільм європейського кіно 1938 — «Війна хлопчаків», дипломатичного кур'єра в МЗС УНР упродовж 1919—21 — Євгена Деслава (Слабченка) (1898—1966) — збереглися в його фонді. Перлиною його колекції є незавершений машинопис праці «Дипломатична історія України» (1964) з ілюстраціями (картами, схемами, фото, макетами обкладинок) — перша спроба створення синтетичної історії української дипломатії.
Спогади про Київ збереглися у фонді письменниці Д.Гуменної, авторки роману «Діти Чумацького шляху», разом із машинописами її повістей «Мана», сатиричної комедії «Епізод із життя Європи Критської», роману «Гніздо над безоднею» та матеріалами до нього, виданням «Вічні вогні Альберти» (Едмонтон, 1959).
У колекції інженера, журналіста, провідного члена Організації українських націоналістів і Української стрілец. громади М.Селешка зберігаються машинописи статей на політичні теми: «Націократія», «Історичний розвиток конфліктного процесу», «Докладне визначення наших кордонів», «Три воєнні роки ОУН», «Так було — так буде», звіт Р.Сушка про проведення табору, листівки бойового фонду ОУН, «Начерк курсу для командира стрілецького куріня», тексти радіопередач 1939 радіо «Відень—Братислава», листування В.Сікевича з управою Української стрілец. громади про організацію виступів генерала перед членами громади.
Крім фондів особового походження, в архіві осередку зберігаються фонди українських установ і організацій. Зокрема, значну інформаційну цінність має фонд Т-ва опіки над українськими переселенцями св. Рафаїла (1925—38), де відклалися справи емігрантів, яким надали допомогу при в'їзді до Канади.
Унікальні світлини й негативи зберігаються в колекції фотодокументів (75 тис. фото), які відтворюють життя українців як на Батьківщині, так і в еміграції, переважно в Канаді (зокрема, фото Олени Теліги і Михайла Теліги, батька і матері Михайла Теліги). В окремій колекції зберігаються 64 рукописи, подані на конкурс спогадів, оголошений для українців на еміграції в Європі 1947—48 Осередком української культури і освіти (голова конкурсної комісії — Д.Дорошенко), про найтрагічніші віхи історії України: Другу світову війну, сталінський терор, Голодомор 1932—1933 років в УСРР. У колекції карт осередку зібрано 350 аркушів карт за 1550—1990, у тому числі 100 картографічних праць видатних європ. картографів поч. 16—19 ст.
Цінні фонди, крім архіву, мають бібліотека та музей осередку. Бібліотечне зібрання включає збірки О.Кошиця, Є.Коновальця, П.Маценка, Ю.Лісового та ін. відомих українців і налічує понад 40 тис. томів, 10 тис. періодичних видань та понад 400 назв українських часописів Північної й Південної Америки, Європи, Австралії. У музеї осередку зберігаються і експонуються бл. 8 тис. предметів (ікони, військові відзнаки, музичні інструменти, керамічні вироби, вишивки, обрядові хліби, народний одяг, писанки), привезених до Канади іммігрантами різних часів та зібраних у Канаді.